# Sonny Bono

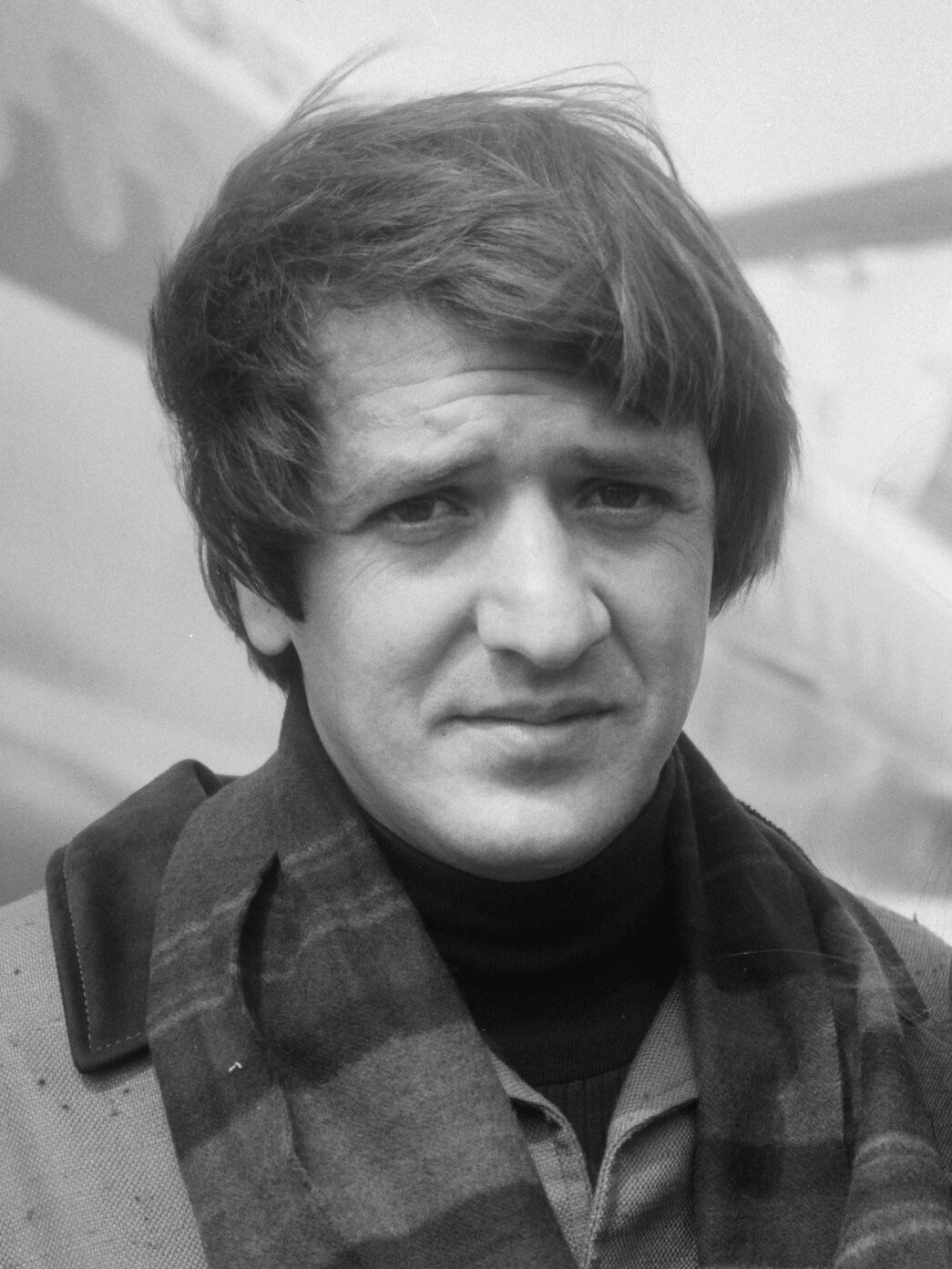
Sonny Bono, 1966

Salvatore Phillip „Sonny“ Bono (* 16. Februar 1935 in Detroit, Michigan; † 5. Januar 1998 in South Lake Tahoe, Kalifornien) war ein US-amerikanischer Sänger, Schauspieler und Politiker.

## Leben
Bono begann seine musikalische Karriere Ende der 1950er Jahre, als er sich als Songwriter, Produzent und A&R-Manager bei Specialty Records um deren aktuellen Star Larry Williams kümmerte. Zu Beginn der 1960er arbeitete er dann mit dem Produzenten Phil Spector zusammen.
Kommerziell erfolgreich wurde er ab 1965 mit seiner damaligen Ehefrau Cher als Duo Sonny and Cher. Bono schrieb, arrangierte und produzierte eine Reihe von Hits, darunter I Got You, Babe und The Beat Goes On. Sonny and Cher hatten zwischen 1971 und 1974 ihre eigene, populäre Fernsehshow, The Sonny and Cher Comedy Hour. Die beiden haben ein Kind, Chaz Bono. 1974 trennten sich die beiden und lieferten sich einen öffentlichen Scheidungskrieg. Am 26. Juni 1975 wurden die beiden dann endgültig geschieden.
Sonny setzte seine Karriere neben der Musik auch als Schauspieler fort, er hatte Auftritte in vielen US-Serien und spielte den rassistischen Mr. Van Tussle in dem Musical Hairspray (1988) von John Waters. Er war noch zweimal verheiratet, zunächst mit Susie Coelho und ab 1986 mit Mary Whitaker, mit der er zwei Kinder hatte, Chesare Elan Bono und Chianna Marie Bono.

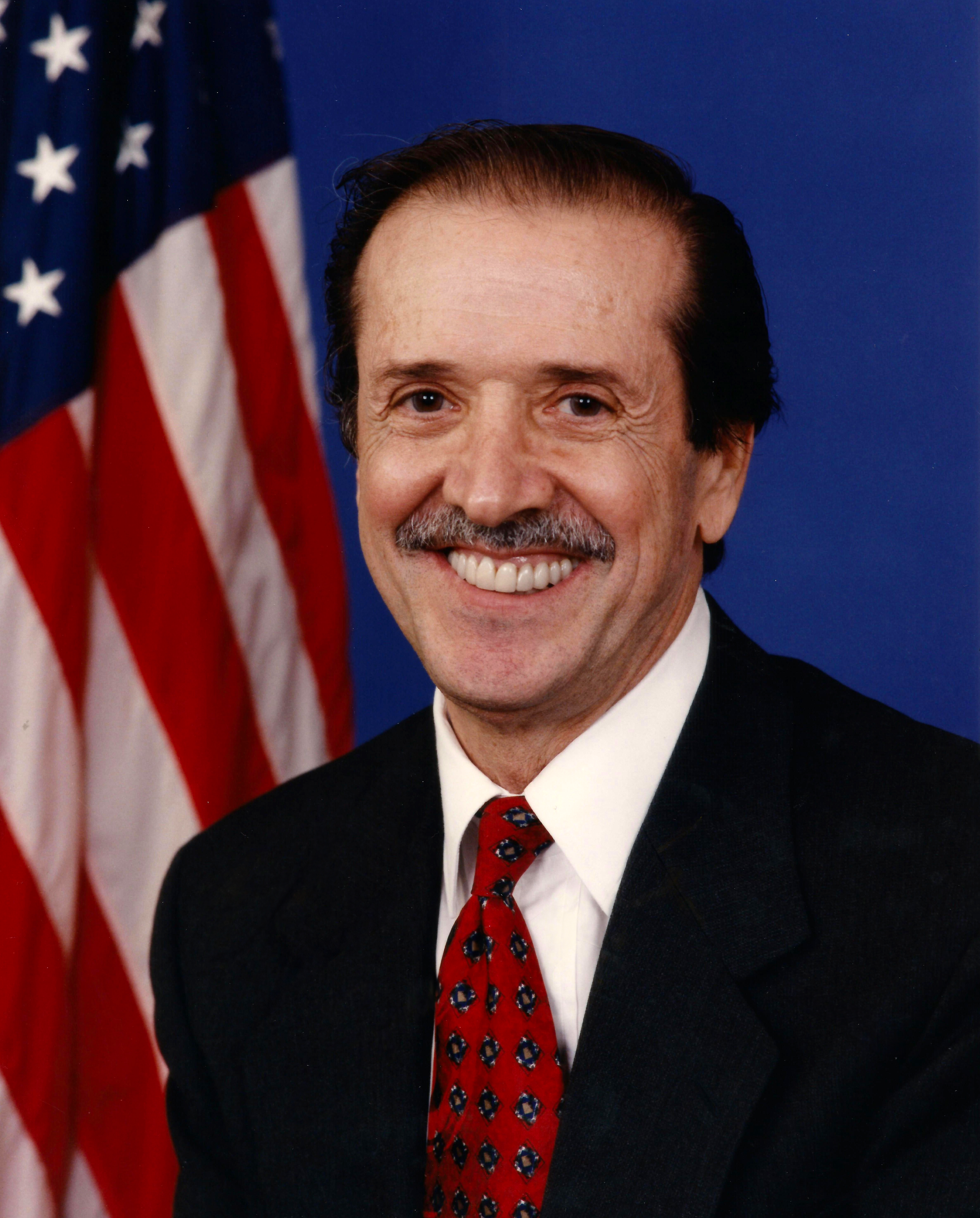
Sonny Bono, ca. 1994

Nach Schwierigkeiten mit den lokalen Behörden, als er versuchte, ein Restaurant zu eröffnen, betrat Bono die politische Bühne. Er wurde Bürgermeister von Palm Springs in Kalifornien. Während seiner Amtszeit begründete er das Nortel Palm Springs International Film Festival, das jährlich stattfindet. Als Republikaner bewarb Bono sich 1992 erfolglos für den US-Senat, gewann jedoch 1994 einen Sitz im Repräsentantenhaus. Ein von ihm unterstütztes Gesetz zur Verlängerung des Urheberrechtsschutzes in den USA wurde postum nach ihm benannt (Sonny Bono Copyright Term Extension Act).
Sonny Bono starb 1998 an den Folgen eines Skiunfalls. Seine Witwe Mary nahm seinen Platz im Kongress ein und übte das Mandat bis 2013 aus. Bono wurde in Cathedral City bestattet, wo wenig später auch Frank Sinatra seine letzte Ruhe fand. Dort hielt auch Cher eine Trauerrede. Auf seinem Grabstein ist zu lesen: „AND THE BEAT GOES ON“.
Nach Aussage seiner ehemaligen Ehefrau Cher soll Sonny Bono Scientologe gewesen sein.

## Diskografie
Für Veröffentlichungen mit Sonny and Cher siehe hier.

### Alben
- 1967: Inner Views
- 1969: Chastity O.S.T.

### Singles
| Jahr | Titel Album         | Höchstplatzierung, Gesamtwochen, AuszeichnungChartsChartplatzierungen (Jahr, Titel, Album, Platzierungen, Wochen, Auszeichnungen, Anmerkungen) | Anmerkungen |
| Jahr | Titel Album         | US | Anmerkungen |
| ---- | ------------------- | --- | ----------- |
| 1965 | Laugh At Me         | US10 (10 Wo.)US |             |
| 1965 | The Revolution Kind | US70 (4 Wo.)US |             |

Weitere Singles
- 1964: Midnight Surf
- 1965: I’ll Change

## Filmografie
- 1967: Solo für O.N.C.E.L. (The Man from U.N.C.L.E.) (Fernsehserie, Episode 3x25)
- 1967: Good Times
- 1969: Rowan & Martin's Laugh-In (Fernsehserie, Episode 3x03)
- 1971: Wo die Liebe hinfällt (Love, American Style) (Fernsehserie, Episode 2x16)
- 1973: Dr. med. Marcus Welby (Marcus Welby, M.D.) (Fernsehserie, Episode 5x04)
- 1975: Der Sechs-Millionen-Dollar-Mann (The Six Million Dollar Man) (Fernsehserie, Episode 3x04)
- 1975: Murder on Flight 502 (Fernsehfilm)
- 1976: Die Zwei mit dem Dreh (Switch) (Fernsehserie, Episode 2x01)
- 1977–1978: Laugh-In (Fernsehserie, 3 Episoden)
- 1978–1981: Fantasy Island (Fernsehserie, 4 Episoden)
- 1978–1982: Love Boat (Fernsehserie, 5 Episoden)
- 1979: Murder in Music City (Fernsehfilm)
- 1979: Flucht nach Athena (Escape to Athena)
- 1980: Griff nach den Sternen (Top of the Hill) (Fernsehfilm)
- 1980: CHiPs (Fernsehserie, Episode 4x01)
- 1980: Drei Engel für Charlie (Fernsehserie, Episode 5x03)
- 1982: Die unglaubliche Reise in einem verrückten Raumschiff (Airplane II: The Sequel)
- 1983: Matt Houston (Fernsehserie, Episode 1x12)
- 1983: Balboa
- 1983: The V.A.L.S.
- 1986: Troll
- 1987: Dirty Laundry
- 1988: Hairspray
- 1988: Mord ist ihr Hobby (Murder, She Wrote) (Fernsehserie, Episode 4x19)
- 1988: Under the Boardwalk
- 1990: Je reicher, desto ärmer (Fernsehfilm)
- 1990: The Golden Girls, Episode: "Mrs. George Devereaux"
- 1991: Parker Lewis – Der Coole von der Schule (Parker Lewis Can’t Lose) (Fernsehserie, Episode 2x06)
- 1993: P.S.I. Luv U (Fernsehserie, 3 Episoden)
- 1993: Leslie Nielsen's Bad Golf Made Easier
- 1993: Superman – Die Abenteuer von Lois & Clark (Lois & Clark: The New Adventures of Superman) (Fernsehserie, Episode 1x09)
- 1996: Mr. Präsident Junior (First Kid)